# Philippe Masset
Philippe Masset (4 november 1964) is een Belgisch bestuurder en voormalig bankier.

## Biografie
Philippe Masset studeerde rechten en economische wetenschappen aan de Université catholique de Louvain. Hij startte zijn carrière op de dag van het overlijden van zijn vader bij de familiale wisselagent Masset, Vermeulen & Co, dat in 1989 in Vermeulen-Raemdonck opging. Van deze laatste bezat van de Bank Brussel Lambert (BBL) de meerderheid van de aandelen. In 2000 kwam Vermeulen-Raemdonck volledig in handen van de BBL. In februari 2001 werd Masset CEO van Vermeulen-Raemdonck. In februari 2003 ging Vermeulen-Raemdonck volledig op in de BBL en ging Masset aan de slag bij ING, dat de BBL in handen had.
In oktober 2014 werd hij in opvolging van Regnier Haegelsteen CEO van Bank Degroof. In 2015 fuseerde deze bank met het beurshuis Petercam tot Bank Degroof Petercam. Masset leidde de fusie van beide vermogensbeheerders en werd in oktober 2015 CEO van de nieuwe fusiegroep. Vicevoorzitter werd Xavier Van Campenhout van Petercam. In augustus 2019 moest Masset opstappen bij Bank Degroof Petercam als gevolg van de witwasproblemen die de Nationale Bank vaststelde. Als CEO volgde Bruno Colmant hem op.
In 2020 werd Masset adviseur bij Avantage Reply en bestuurder van Landolt Investment Lux Sicav, mandaten die hij in 2024 neerlegde. Sinds 2020 is hij adviseur bij BlackFin Capital Partners, sinds 2020 bestuurder van Edmond de Rothschild Europe en sinds 2023 adviseur van Syntagma Capital. In 2021 werd hij voorzitter van de raad van bestuur van Whitestone Group. Sinds 2024 is hij er vicevoorzitter.
Hij is of was lid van de raden van bestuur van La Chaine de l'Espoir, het Sint-Pieterscollege in Ukkel, het Belgian Finance Center, GUBERNA en de Fondation Louvain. Hij is ook lid van de adviesraad van de Louvain School of Management en was lid van het uitvoerend comité van Febelfin.